# Ambasada Zjednoczonych Emiratów Arabskich w Tbilisi
Ambasada Zjednoczonych Emiratów Arabskich w Tbilisi – placówka dyplomatyczna Zjednoczonych Emiratów Arabskich w Gruzji. Siedzibą ambasady jest hotel The Biltmore przy al. Rustawelego.

## Historia
Zjednoczone Emiraty Arabskie nawiązały stosunki dyplomatyczne z Gruzją 20 października 1992.